# Казаковка (Луганская область)
Казаковка (укр. Козаківка) — посёлок, относится к Антрацитовскому району Луганской области Украины. Под контролем самопровозглашённой Луганской Народной Республики.

## География
Ближайшие населённые пункты: посёлки Колпаково на востоке, Степовое и город Антрацит на юго-востоке, Лесное и Христофоровка на юге, село Зелёный Гай и посёлки Курган на юго-западе, Ивановка на западе, Степовое и город Петровское на северо-западе, посёлок Орловское (примыкает) и сёла Захидное на севере, Новобулаховка, Круглик и Червоная Поляна на северо-востоке.

## История
В 1946 г. Указом ПВС УССР колония Козаковка переименована в посёлок Козаковка.

## Население
Население по переписи 2001 года составляло 137 человек.

## Общие сведения
Почтовый индекс — 94644. Телефонный код — 6431. Занимает площадь 0,901 км². Код КОАТУУ — 4420383303.

## Местный совет
94670, Луганская обл., Антрацитовский р-н, пос. Краснолучский, ул. Советская, 17